# بحران در زندگی یک بازیگر
بحران و بحران در زندگی یک بازیگر (به انگلیسی: The Crisis and a Crisis in the Life of an Actress) مجموعه‌ای از مقالات بود که توسط فیلسوف دانمارکی سورن کی‌یرکگور در سال ۱۸۴۷ نوشته شد و در روزنامه دانمارکی فادرلندت (به دانمارکی: Fædrelandet) در سال ۱۸۴۸ منتشر شد.
بازیگر مورد بحث یوهان لویز هایبرگ، همسر یوهان لودویگ هایبرگ است، اگرچه نامی از او در مقالات ذکر نشده است. یوهان لوئیز در آن زمان بانوی محبوب و پیشرو صحنه‌های دانمارک بود و زندگی‌نامه‌ای از خود نوشته بود که در آن از کی‌یرکگور به خاطر بینش او در هنرش ستایش می‌کرد.
بحران دگردیسی یک هنرپیشه جوان را به یک زن پخته و بالغ مورد بحث قرار می‌دهد. هنگامی که این بازیگر برای اولین بار کار خود را آغاز می‌کند، به‌دلیل زیبایی، جوانی و طراوت مورد تحسین قرار می‌گیرد. سال‌ها بعد، اگرچه این ویژگی‌های تصادفی در حال محو شدن هستند، اما او هنوز یک هنرپیشه بااستعداد است و اکنون تجربه و تأمل لازم برای یک اجرای واقعاً زیبایی‌شناسانه را دارد. موضوع حول محور گذار از مرحله زیبایی‌شناختی زندگی به مرحله اخلاقی زندگی می‌چرخد و این‌که چگونه فردی در مرحله اخلاقی زندگی هنوز قادر به لذت زیبایی‌شناختی است.
اگرچه کی‌یرکگور در این زمان آثار فلسفی-دینی مانند آثار عشق را می‌نوشت، با این حال  بحران را نوشت تا نشان دهد که یک نویسنده مذهبی هنوز هم می‌تواند دغدغه‌های زیبایی‌شناختی را بنویسد. «به‌راستی که دنیا آن‌قدر سست است که وقتی معتقد است فردی که دین را تبلیغ می‌کند از زیبایی‌شناسی ناتوان است، دین را نادیده می‌گیرد».